# پیرو استیوانلو
پیرو استیوانلو (انگلیسی: Piero Stivanello؛ زادهٔ ۲۶ مارس ۱۹۵۷) بازیکن فوتبال، و سرمربی (فوتبال) اهل ایتالیا است.
از باشگاه‌هایی که در آن بازی کرده‌است می‌توان به باشگاه فوتبال ویچنزا ویرتوس اشاره کرد.